# Istebné
Istebné (em húngaro: Isztebne) é um município da Eslováquia, situado no distrito de Dolný Kubín, na região de Žilina. Tem 11,29 km² de área e sua população em 2018 foi estimada em 1.358 habitantes.

## Demografia
| Ano:        | 1994 | 2004   | 2014   | 2024   |
| ----------- | ---- | ------ | ------ | ------ |
| Broj ljudi: | 1473 | 1430   | 1347   | 1286   |
| Razlika:    |      | -2,91% | -5,80% | -4,52% |

| Ano:               | 2023 | 2024   |
| ------------------ | ---- | ------ |
| Número de pessoas: | 1301 | 1286   |
| Diferença:         |      | -1,15% |